# 王良 (明朝)
王良（14世纪—1402年），字天性，河南行省汴梁路祥符縣（河南省開封市）人，明朝政治人物。
洪武年間，其累任至僉都御史，后因連坐被貶刑部郎中。建文年間，升任刑部左侍郎。商議減燕府削藩事宜，因與建文帝意見不合，被貶出任浙江按察使。燕王朱棣即位后，曾聞其德行，派使者去召見。王良逮捕使者欲斬殺，眾人奪取。王良則把官印都帶回家，其妻子投井自殺，王良則積薪自焚，并把官印一併燒毀。明成祖聽後說：“其死為其份內事情，而朝廷官印不能損毀。其不能無罪。”於是罰其家徙邊。